# زياد لخضر
زياد لخضر هو سياسي تونسي. يشغل حاليا منصب الأمين العام لحزب الوطنيين الديمقراطيين الموحد وقائد بارز في الجبهة الشعبية وهو تحالف يساري من أحزاب وحركات المعارضة. خلف شكري بلعيد الذي اغتيل في 6 فبراير 2012 أمينا عاما لحزب الوطنيين الديمقراطيين الموحد.